# Кокки-ликки
Кокки-ликки (англ. cock-a-leekie, «петух и лук-порей») — шотландский суп, состоящий из куриного бульона, приправленного чёрным перцем, и лука-порея. В рецептах этого куриного супа часто встречаются также овсянка, рис, а иногда и ячмень. В традиционном варианте добавляется чернослив, нарезанный жюльеном.
Кокки-ликки называют «национальным супом Шотландии», тем не менее, этот суп, вероятно, возник во Франции как луковый на курином бульоне. К концу XVI века он попал в Шотландию, где обычный лук был заменён луком-пореем. Впервые рецепт был напечатан в 1598 году, хотя название «Cock-a-leekie» не использовалось до XVIII века.
Есть вегетарианские варианты этого супа. Вегетарианская версия включает лук-порей и может включать овощную смесь, заменитель мяса со вкусом курицы и / или чернослив.
Для кокки-ликки половина нарезанного лука отваривается вместе с курицей, а половина — когда суп практически готов. В бульон добавляется куриное мясо. Из специй обычно используются чёрный перец, тимьян, гвоздика. Чернослив добавляется в конце и варится в бульоне несколько минут. Считается, что он смягчает горечь лука-порея.
Первое известное упоминание об этом супе содержится в Orchtertyre House Book (1737 год), бухгалтерской книге, в которой был записан обед из «cock-a-leekie». Самый ранний рецепт — в поваренной книге викторианской эпохи, писательницы Изабеллы Битон, где суп загущен «мелкой овсянкой». Шотландская журналистка и писательница Кристиан Изобель Джонстон (издававшая свои книги под псевдонимом Мэг Додс) утверждала, что суп «должен быть очень густым из-за лука-порея, и первую его часть нужно варить в супе до тех пор, пока он не станет тягучим как смазка».